# Les Rairies
Les Rairies ist eine französische Gemeinde mit zuletzt 1.043 Einwohnern (Stand: 1. Januar 2022) im Département Maine-et-Loire in der Region Pays de la Loire. Sie gehört zum Arrondissement Angers und zum Kanton Tiercé. Die Einwohner werden Rairieux genannt.

## Geographie
Les Rairies liegt in der Landschaft Baugeois, etwa 25 Kilometer nordöstlich von Angers am Fluss Loir, in den hier der Zufluss Verdun einmündet. Auch das Flüsschen Pont Rame durchquert das Gemeindegebiet, mündet aber erst später in den Loir. Umgeben wird Les Rairies von den Nachbargemeinden Durtal im Norden und Westen, Bazouges Cré sur Loir im Osten und Nordosten, Fougere im Südosten sowie Montigné-lès-Rairies im Süden.

## Bevölkerungsentwicklung
| Jahr                       | 1962 | 1968 | 1975 | 1982 | 1990 | 1999 | 2006 | 2018 |
| Einwohner                  | 810  | 781  | 764  | 802  | 854  | 866  | 956  | 1019 |
| Quellen: Cassini und INSEE |      |      |      |      |      |      |      |      |

## Sehenswürdigkeiten

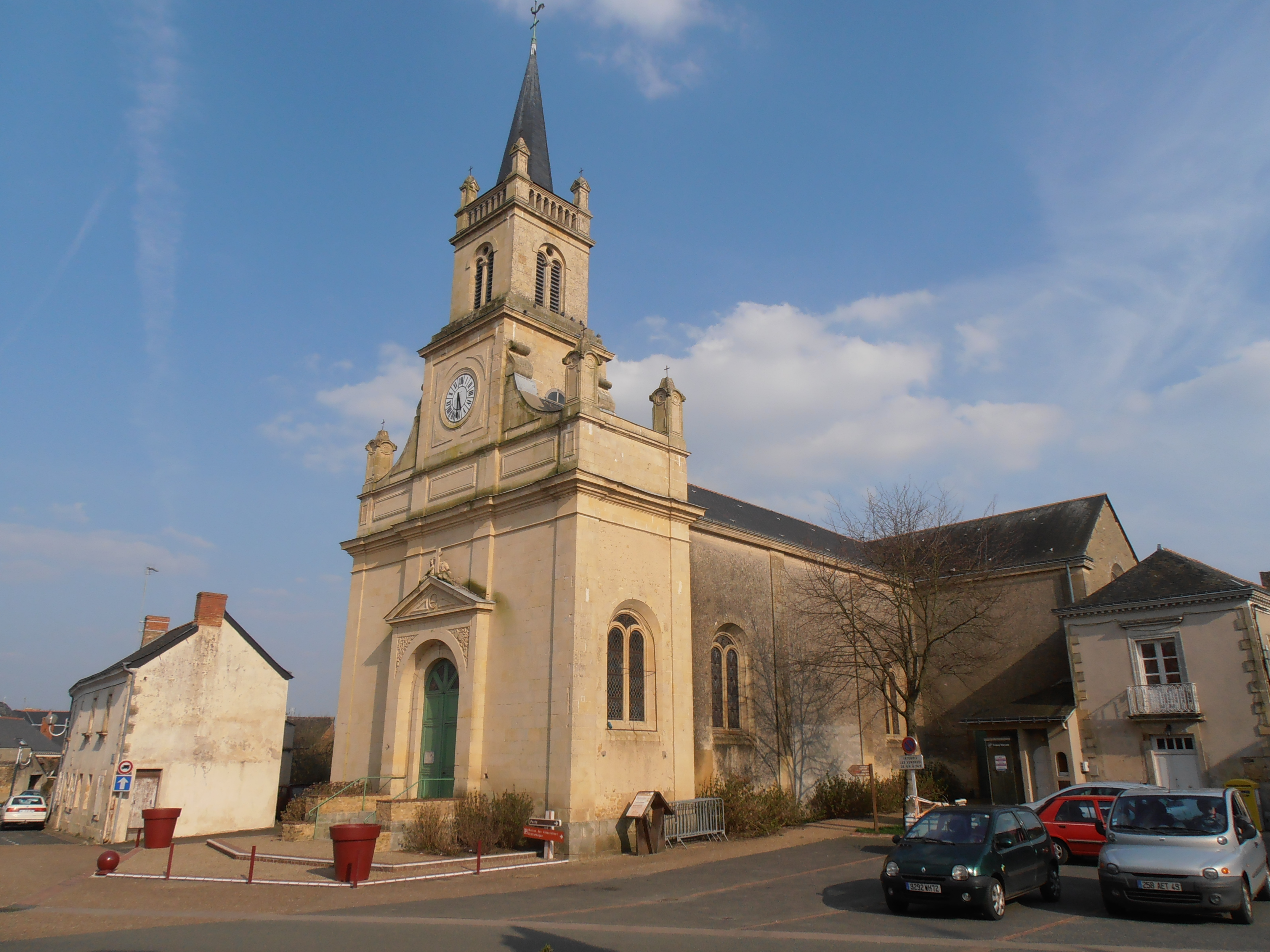
Himmelfahrts-Kirche

Die Kirche der Himmelfahrt (L’Église de l’Ascension) aus dem 19. Jahrhundert liegt im Zentrum des Ortes. 

Neben der Kirche gilt die örtliche Ziegelbrennerei, die Briqueterie Le Croc, als bekanntestes Gebäude des Ortes. Die Briqueterie wurde 1995 als Monument historique ausgezeichnet. 
.